# Gammarus frater
Gammarus frater is een vlokreeftensoort uit de familie van de Gammaridae. De wetenschappelijke naam van de soort is voor het eerst geldig gepubliceerd in 1977 door Karaman & Pinkster.
Deze soort komt voor in het zuidwesten van Bulgarije waar het habitat wordt gevormd door kleine beken en bronnen. Mannelijke exemplaren van G. frater kunnen 14,5 mm groot worden. Soms komt het dier voor in het gezelschap van G. komareki.